# Inshalá
Inshalá (no original em italiano, Insciallah - ISBN 88-17-85374-7) é um romance publicado em 1990 e  escrito por Oriana Fallaci, escritora e jornalista italiana.
O romance é ambientado no Líbano, ao tempo da guerra civil e da primeira intervenção da ONU no país.